# Poruba
Poruba (em húngaro: Mohos) é um município da Eslováquia, situado no distrito de Prievidza, na região de Trenčín. Tem 15,15 km² de área e sua população em 2018 foi estimada em 1.308 habitantes.

## Demografia
| Ano:        | 1994 | 2004   | 2014   | 2024   |
| ----------- | ---- | ------ | ------ | ------ |
| Broj ljudi: | 1258 | 1287   | 1294   | 1372   |
| Razlika:    |      | +2,30% | +0,54% | +6,02% |

| Ano:               | 2023 | 2024   |
| ------------------ | ---- | ------ |
| Número de pessoas: | 1363 | 1372   |
| Diferença:         |      | +0,66% |